# مايك موسكالا
مايك موسكالا (بالإنجليزية: Mike Muscala)‏ مواليد 01 يوليو 1991، هو لاعب كرة سلة أمريكي يلعب مع فريق أتلانتا هوكس في الرابطة الوطنية لكرة السلة ويحمل الرقم 31. يبلغ طوله 6 قدم 11 بوصة (2.1 م).

## فرق لعب لها
- أتلانتا هوكس

## روابط خارجية
- مايك موسكالا على موقع إن بي أي (الإنجليزية)
- مايك موسكالا على موقع سبورتس رفرنس (الإنجليزية)
- مايك موسكالا على موقع الدوري الإسباني لكرة السلة (الإسبانية)
- مايك موسكالا على موقع كرة السلة الأوروبية.كوم (الإنجليزية)
- مايك موسكالا على موقع إي إس بي إن.كوم (الإنجليزية)
- مايك موسكالا على موقع كلية كرة السلة في سبورتس رفرنس.كوم (الإنجليزية)
- مايك موسكالا على موقع ريلجم (الإنجليزية)
- مايك موسكالا على موقع بروبوليرز (الإنجليزية)
- مايك موسكالا على موقع سبورتس رفرنس (الإنجليزية)
- مايك موسكالا على موقع سبورتس رفرنس (الإنجليزية)